# Georges Dubois (sculpteur)
Pour les articles homonymes, voir Georges Dubois et Dubois.

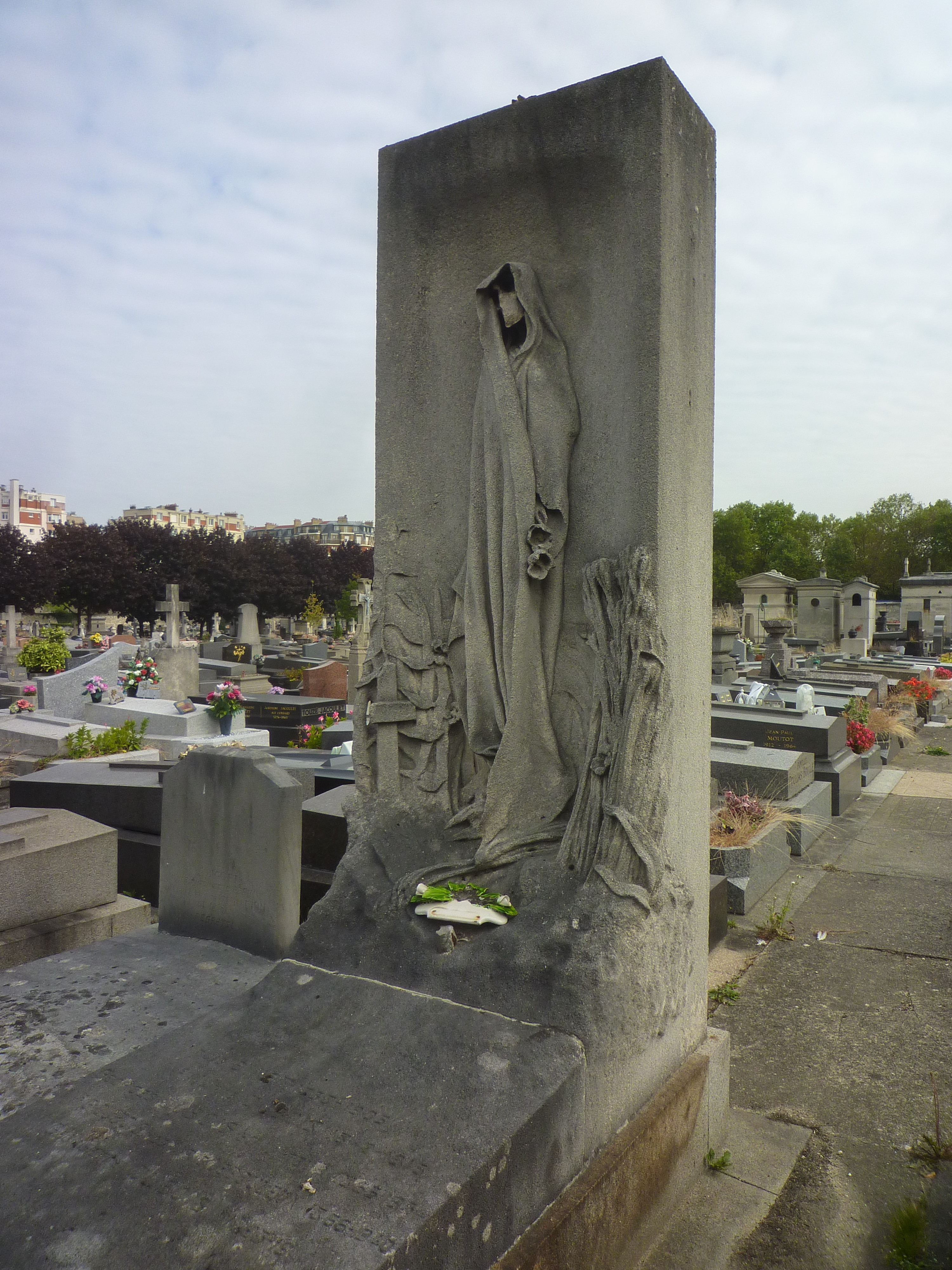
Tombe de Georges Dubois au cimetière de Montrouge (div. 26).

Georges Dubois (né le 18 mars 1865 à Paris, où il est mort le 17 mai 1934) est un escrimeur, maître d’armes, écrivain et sculpteur français.
Il a obtenu une médaille d'argent au concours de sculpture des Jeux olympiques de Stockholm en 1912. Il a été battu par l'Américain Walter Winans (medaille d'or). Il a présenté l'œuvre intitulée Entrée d'un stade moderne, modèle pour l'entrée d'un stade moderne.
Il a réalisé un buste de Frédéric Chopin qui se trouvait au jardin du Luxembourg et a été perdu pendant la Seconde Guerre mondiale. Il est depuis remplacé par une reproduction d'une sculpture de Bolesław Syrewicz.
Ses restes reposent au cimetière de Montrouge (Hauts-de-Seine), sous une impressionnante allégorie de la mort gravée dans la pierre. Dans le même cimetière se trouve l'une des œuvres du sculpteur : la tombe du maître d'escrime Alphonse Kirchhoffer (1873-1913) : spécialiste du fleuret, médaille d'argent aux Jeux olympiques de Paris de 1900. À l'origine, la tombe, outre le relief, était couronnée d'un buste, actuellement porté disparu.

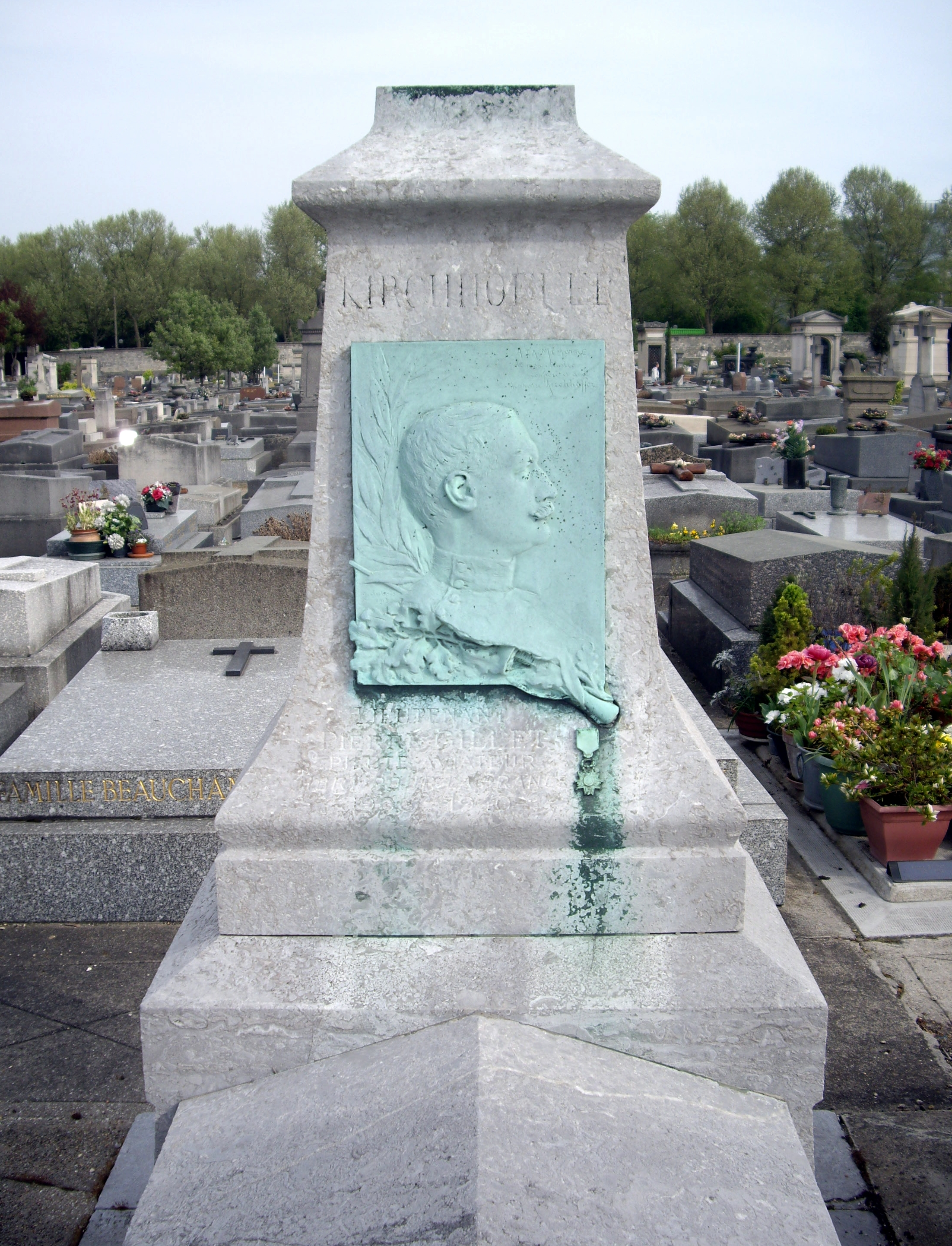
Tombeau d'Alphonse Kirchhoffer, au cimetière de Montrouge.
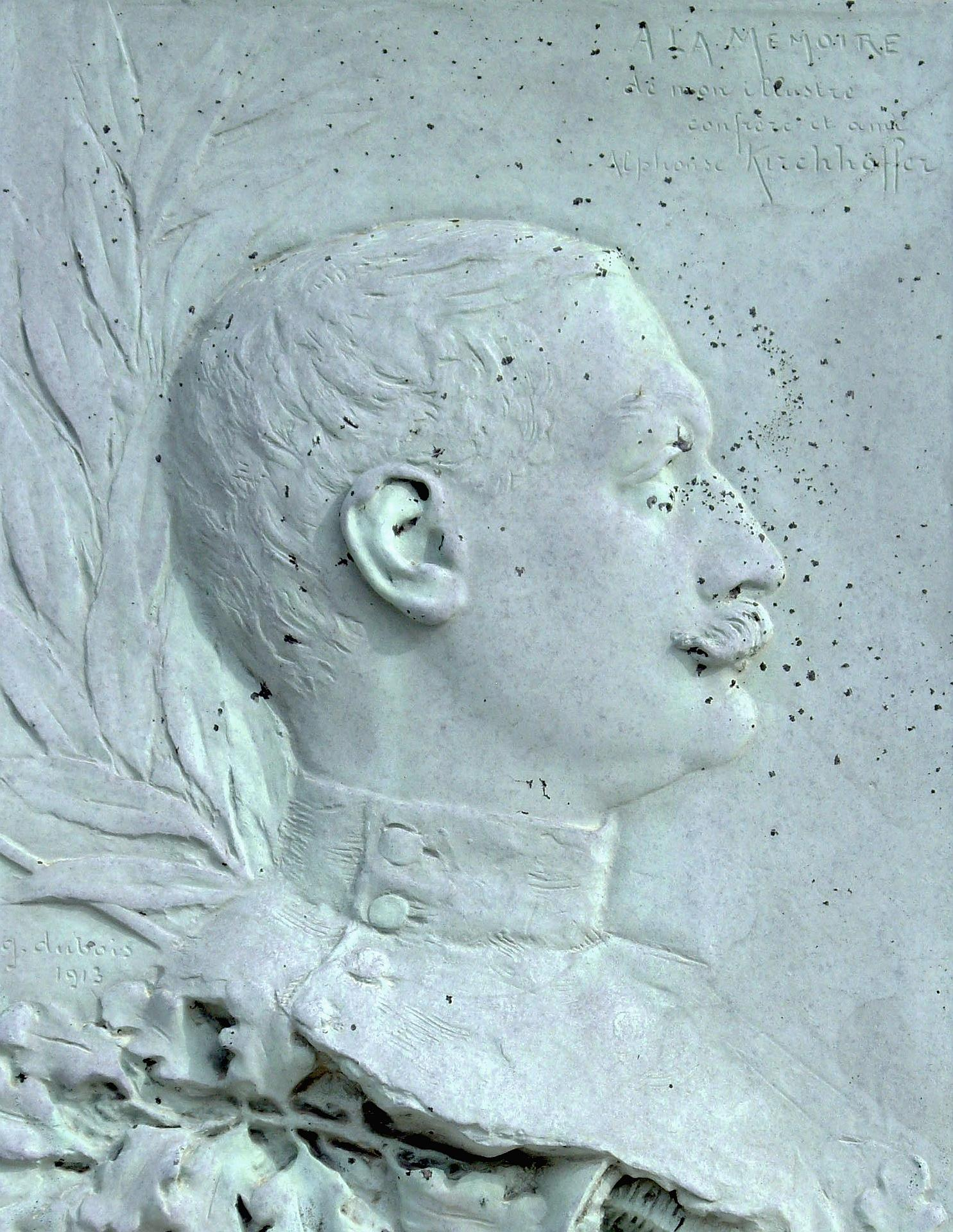
Détail de portrait en relief.